# دن نیل
دن نیل (انگلیسی: Dan Neil؛ زادهٔ ۱۳ دسامبر ۲۰۰۱) بازیکن فوتبال است که در حال حاضر برای ساندرلند در پست هافبک بازی می‌کند.
از باشگاه‌هایی که در آن بازی کرده است می‌توان به ساندرلند اشاره کرد.

## دوران ملی
وی همچنین در تیم ملی فوتبال زیر ۲۰ سال انگلستان بازی کرده است.

## زندگی حرفه‌ای
در ساوت شیلدز زاده شد، نیل در حالی بزرگ شد که هوادار ساندرلند بود، و پس از مدتی بازی در رده‌های پایهٔ هبورن تاون، دوران حرفه‌ای خود را با این باشگاه آغاز کرد.
او نخستین بازی بزرگسال خود را در ۱۳ نوامبر ۲۰۱۸ در چارچوب جام اتحادیه فوتبال انگلیس انجام داد و در وقت‌های تلف‌شده به‌عنوان یار تعویضی وارد زمین شد. نیل نخستین گل حرفه‌ای خود را در ۱۱ سپتامبر ۲۰۲۱ برابر باشگاه فوتبال اکرینگتون استنلی به ثمر رساند، که با پیروزی ۲–۱ ساندرلند همراه شد.
در دسامبر ۲۰۲۱ و ژانویه ۲۰۲۲، او با انتقال احتمالی به باشگاه‌های لیگ برتر مانند برنلی و استون ویلا پیوند خورده بود، اما در ساندرلند باقی ماند. این گمانه‌زنی‌ها پس از آن مطرح شد که نیل جایزهٔ بازیکن جوان ماه ای‌اف‌ال برای دسامبر ۲۰۲۱ را دریافت کرد.